# Fulica americana
La focha americana (Fulica americana), también conocido como  focha cenicienta, gallareta, gallareta americana, gallineta pico plata, choca y  hayno, es una especie de ave gruiforme de la familia Rallidae ampliamente extendida desde Alaska al norte de América del Sur.

## Características
Los adultos tienen un pico blanco grueso y corto y un protector frontal blanco, con un punto rojizo cerca de la base del pico entre los ojos. Mide entre 45 y 50 cm; el color de su plumaje es gris apizarrado, más obscuro en la cabeza y el cuello que en el resto del cuerpo. Las patas son amarillentas, con dedos semipalmeados. Los polluelos tienen cuerpos negros, con la cabeza y el pico rojos brillantes, y plumas anaranjadas alrededor del cuello.

## Historia natural
Crían en los pantanos, tanto al sur de Quebec como a lo largo del Pacífico en Norteamérica y el norte de Suramérica, hasta el Perú.  Anidan en lugares bien cubiertos por cañas altas. Frecuentemente se les ve nadando en aguas abiertas. Migran para pasar el invierno en zonas más cálidas.
Son aves fornidas que requieren bastante esfuerzo volar, pedalean a través del agua con sus patas antes de elevarse.  Ante una amenaza levantan un vuelo rasante, dando la impresión de caminar sobre el agua. La forma como sus cabezas se menean cuando caminan o nadan les ha ganado el apodo de "gallina del fango". Sin embargo, aunque parecen aviadores débiles, como la mayoría de las zancudas tienen considerable vigor, estabilidad y resistencia una vez están en vuelo. 

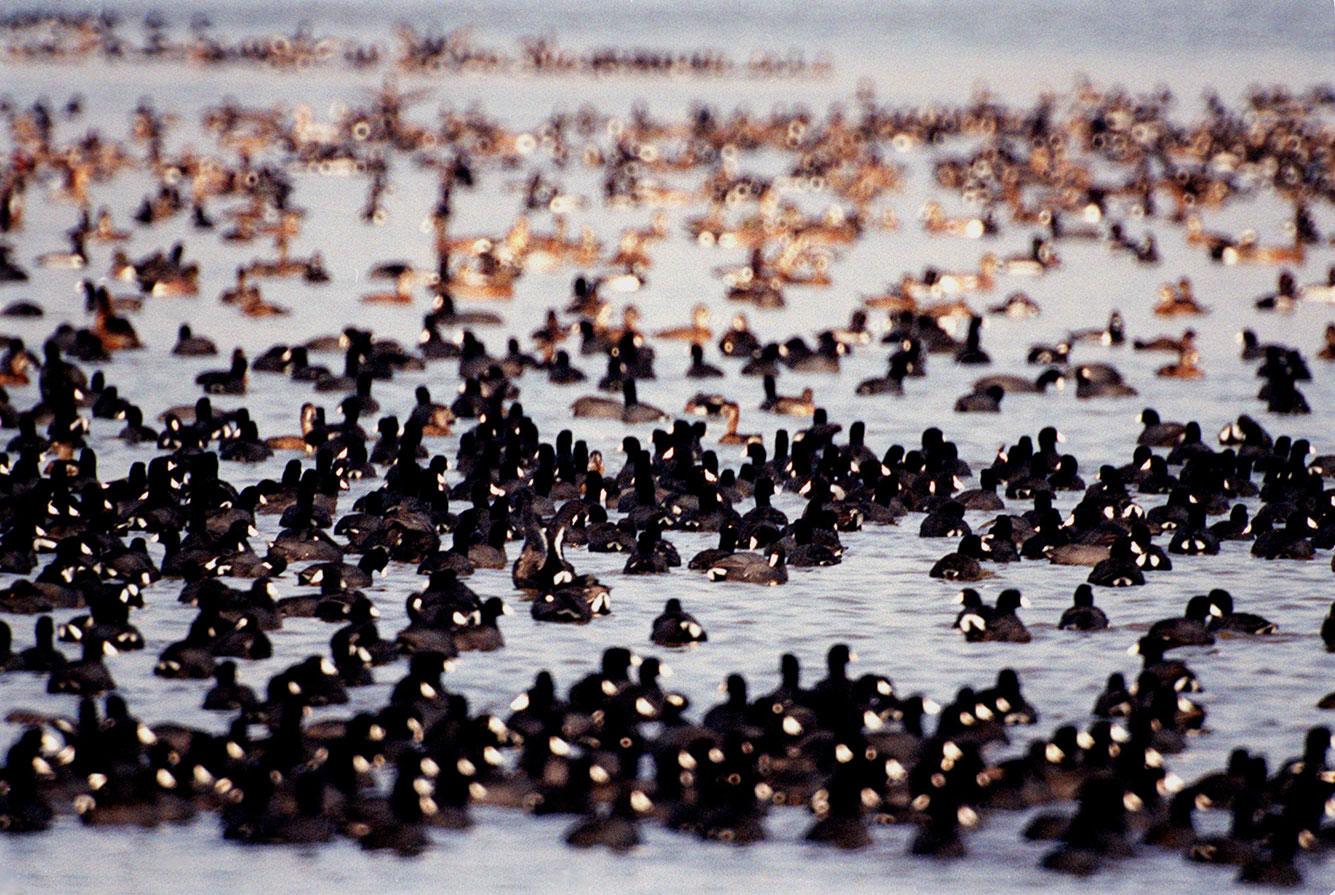
Gallaretas en aguas de la Reserva Nacional de fauna de la isla Merritt, refugio de vida salvaje.

Se les ve zambullirse para buscar el alimento, pero también buscan alimento en tierra. Son omnívoras, comen pedazos de plantas, insectos, peces, y otros animales acuáticos. Su llamada es un bocinazo chirriante y agudo similar a un "uk, uk, uk", parecido al del ganso pero más hueco.
Son altamente territoriales durante la estación de crianza y tanto machos como hembras luchan con los vecinos para mantener un territorio pequeño, en donde obtienen todo su alimento.  Se reproduce todo el año, poniendo hasta 6 huevos blanquecinos con pintas grises, castañas y pardas. Las hembras tratan de poner los huevos en los nidos de sus vecinas (parasitismo coespecífico de la crianza); contrariamente a lo que se puede esperar, este comportamiento es más frecuente entre quienes ya tienen un nido.

## Subespecies
Se conocen dos subespecies de Fulica americana:
- Fulica americana americana - Alaska a NW Costa Rica, Cuba, Jamaica y Gran Caimán.
- Fulica americana columbiana - Andes de Colombia a N Ecuador.